# Li Jue (Kuomintang)
Pour les articles homonymes, voir Li Jue et Jue.
Li Jue (10 mai 1900 - 31 juillet 1987 ; chinois : 李觉) est un lieutenant-général chinois.
Il venait du Yunnan, et a occupé plusieurs postes supérieurs dans l'armée du Kuomintang.
En 1949, il passa du côté des maoïstes dans l'Armée populaire de libération.
Il a été un chef militaire de la région tibétaine.
Li Jue choisit la préfecture autonome tibétaine de Haibei dans la province du Qinghai, entre la ville de Xihai et le lac Qinghai ou Kokonor, dans la prairie de Jingyintan, pour la construction de l'Académie de recherches et d'études du nord-est sur les armes nucléaires aussi appelée « usine 221 » et « neuvième académie ». En mai 1958, Deng Xiaoping approuva le choix du site et les plans. Plus de 10 000 travailleurs s'installèrent à Haibei, sur la rive orientale du Kokonor. Sous la direction de Li Jue, la construction débuta en 1958, mais ce n'est qu'après plusieurs années que ses concepteurs purent s'y installer.